# 内海安希子
内海 安希子（うつみ あきこ、7月24日 - ）は、日本の声優。元宝塚歌劇団月組の娘役。
宮城県仙台市、宮城第一女子高等学校出身。愛称は「かれん」、「あっこ」。宝塚歌劇団時代の芸名は美宙 果恋（みそら かれん）。
所属事務所は青二プロダクション。

## 来歴
2005年、宝塚音楽学校入学。
2007年、宝塚歌劇団に93期生として入団。入団時の成績は41番。星組公演「さくら／シークレット・ハンター」で美宙果恋として初舞台。その後、月組に配属。
2011年5月29日、「バラの国の王子／ONE」東京公演千秋楽をもって、宝塚歌劇団を退団。
退団後に青二塾大阪校を32期生として卒業後、青二プロダクション所属となり、内海安希子として声優活動を開始。

## 宝塚歌劇団時代の主な舞台

### 初舞台
- 2007年3 - 4月、星組『さくら』『シークレット・ハンター』（宝塚大劇場のみ）

### 月組時代
- 2007年8 - 11月、『MAHOROBA』『マジシャンの憂鬱』
- 2008年3 - 7月、『ME AND MY GIRL』
- 2008年8月、『ME AND MY GIRL』（博多座）
- 2008年11 - 2009年2月、『夢の浮橋』『Apasionado!!』
- 2009年5 - 8月、『エリザベート』
- 2009年10 - 12月、『ラスト プレイ』『Heat on Beat!（ヒート オン ビート）』
- 2010年4 - 7月、『THE SCARLET PIMPERNEL（スカーレット ピンパーネル）』
- 2010年9 - 11月、『ジプシー男爵-Der Zigeuner Baron-』『Rhapsodic Moon（ラプソディック・ムーン）』
- 2011年3 - 5月、『バラの国の王子』『ONE』 退団公演

## 宝塚歌劇団退団後の主な活動

### テレビアニメ
太字はメインキャラクター
2018年
- それいけ!アンパンマン（2018年 - 2022年、ネコ美、女の子、つみきの城の王子（A）〈7代目〉、ゆりさん〈3代目〉、えのきだけよ〈6代目〉）
- ゲゲゲの鬼太郎（第6作）（2018年 - 2019年、少年、掃除のおばさん）

2019年
- ONE PIECE（2019年 - 2025年、女国民、少女、老女、子供、地獄弁天 他）
- 世話やきキツネの仙狐さん

2020年
- ちびまる子ちゃん（2020年 - 2025年、母親、おばさま、店員C、おばあさん）
- ドラえもん（テレビ朝日版第2期）（2020年 - 2023年、おばさん、審判、TVのタレント）
- クレヨンしんちゃん（2020年 - 2023年、先生、おばさん）

2021年
- セブンナイツ レボリューション -英雄の継承者-（調査隊長）
- かげきしょうじょ!!（ロミオ、朝比奈流）
- テスラノート（ソフィー）
- 吸血鬼すぐ死ぬ（オタ友人A）
- 境界戦機（住民）

2022年
- 森のくまさん、冬眠中。（マリ、子供）

2023年
- ニンジャラ（幹部）
- 婚約破棄された令嬢を拾った俺が、イケナイことを教え込む（貴族）
- 七つの大罪 黙示録の四騎士（住人）

2024年
- アサティール2 未来の昔ばなし（老婆、油売り）

2025年
- アン・シャーリー（ピンク婦人）

### 劇場アニメ
- 好きになるその瞬間を。〜告白実行委員会〜（2016年）
- クレヨンしんちゃん 襲来!!宇宙人シリリ（2017年、女性警官）
- それいけ!アンパンマン かがやけ!クルンといのちの星（2018年、男の子）
- ONE PIECE STAMPEDE（2019年）
- 劇場版 忍たま乱太郎 ドクタケ忍者隊最強の軍師（2024年、女中）

### ゲーム
- OVERHIT（2020年、ポセイドン[13]）
- DCスーパーヒーローガールズ ティーンパワー（2021年）
- テイルズ オブ アライズ（2021年）

### 吹き替え

#### 映画
- アナベル 死霊人形の誕生（キャロル〈グレイス・フルトン〉）
- あの夜、マイアミで
- アフター
- アポストル 復讐の掟
- アラジン[14]
- 宇宙船レッド・ドワーフ号（イーグル〈ナオミ・シェルドン〉[15]）
- 紅海リゾート -奇跡の救出計画-（ゲネット）
- ジュラシック・ワールド（ザラ〈ケイティ・マクグラス〉[16]）※ザ・シネマ版
- トレマーズ コールドヘル（ヴァーガス〈クリスティ・ペルノ〉）
- ハリエットのスパイ大作戦（紫靴下）
- フロントランナー（アンドレア・ハート〈ケイトリン・デヴァー〉）
- マックス&エリー 15歳、ニューヨークへ行く!（シャーロット〈アイオン・スカイ〉）
- マリアンヌ

#### ドラマ
- アンブレラ・アカデミー（チャチャ〈メアリー・J. ブライジ〉）
- NCIS 〜ネイビー犯罪捜査班（マキシン、ガブリエラ）
- キャッスルロック
- キング・オブ・メディア（ウィラ〈ジャスティン・ルーペ〉）
- グッド・ワイフ シーズン7（イマジェン・ストウ）
- グリッチ
- ザ・ラストシップ シーズン3（キョウコ〈藤谷文子〉）
- シェフのテーブル シーズン3（リン）
- ジャック・ライアン（ハリエット・バウマン〈ノオミ・ラパス〉[17]）
- TITANS/タイタンズ（シャロン）
- ドクターズ〜恋する気持ち〜（ビョル、テラン）
- NYガールズ・ダイアリー 大胆不敵な私たち
- ニックのいたずら（エミー）
- ハンドレッド（ロズ）
- 不滅の恋人（エラン）
- THE FLASH/フラッシュ シーズン3（リリー・ステイン〈グリスティーナ・ブルカト〉）
- ヘイターはお断り!（エイプリル〈レイチェル・ギリス〉、クレイ〈リンゼイ・ナヴァッロ〉）
- ラブ・イズ・ブラインド 〜外見なんて関係ない?!〜（ヴァネッサ・ラシェイ）
- リーサル・ウェポン
- レジェンド・オブ・トゥモロー シーズン2（リリー・ステイン〈グリスティーナ・ブカルト〉）
- ONE PIECE（2023年、ムーディ）

#### アニメ
- アングリーバード2（ロクサーヌ〈コリーン・バリンジャー〉[18]）
- FはFamilyのF シーズン2
- ケンタウロスワールド（ワマウィンク）
- ストレンジ・ワールド/もうひとつの世界[19]
- チップとポテト（ウーリー先生 他）
- フェイフェイと月の冒険（ママ）
- ボス・ベイビー: ビジネスは赤ちゃんにおまかせ!

### ラジオドラマ
- 青山二丁目劇場 -塀の向こう-（久美子）